# موش کور کوبه
موش کور کوبه (نام علمی: Mogera kobeae) نام یک گونه از سرده موش کورهای ژاپنی است.